# Dysdera cylindrica
Dysdera cylindrica là một loài nhện trong họ Dysderidae.
Loài này thuộc chi Dysdera. Dysdera cylindrica được Octavius Pickard-Cambridge miêu tả năm 1885.